# Valentin Tanner
Valentin Tanner (Ginebra, 2 de octubre de 1992) es un deportista suizo que compite en curling.
Participó en los Juegos Olímpicos de Pyeongchang 2018, obteniendo una medalla de bronce en la prueba masculina.
Ganó cuatro medallas en el Campeonato Mundial de Curling entre los años 2014 y tres medallas en el Campeonato Europeo de Curling entre los años 2015 y 2017.

## Palmarés internacional
| Juegos Olímpicos   | Juegos Olímpicos            | Juegos Olímpicos  | Juegos Olímpicos |
| Año                | Lugar                       | Medalla           | Prueba           |
| ------------------ | --------------------------- | ----------------- | ---------------- |
| 2018               | Pyeongchang (Corea del Sur) | Medalla de bronce | Equipo           |
| Campeonato Mundial |                             |                   |                  |
| Año                | Lugar                       | Medalla           | Prueba           |
| 2014               | Pekín (China)               | Medalla de bronce | Equipo           |
| 2017               | Edmonton (Canadá)           | Medalla de bronce | Equipo           |
| 2019               | Lethbridge (Canadá)         | Medalla de bronce | Equipo           |
| 2021               | Calgary (Canadá)            | Medalla de bronce | Equipo           |
| Campeonato Europeo |                             |                   |                  |
| Año                | Lugar                       | Medalla           | Prueba           |
| 2015               | Esbjerg (Dinamarca)         | Medalla de plata  | Equipo           |
| 2016               | Renfrew (Reino Unido)       | Medalla de bronce | Equipo           |
| 2017               | San Galo (Suiza)            | Medalla de bronce | Equipo           |